# The Wild Heart
The Wild Heart è il secondo album discografico in studio da solista della cantante statunitense Stevie Nicks, già vocalist dei Fleetwood Mac. Il disco uscì il 10 giugno 1983, debuttando al quinto posto nella billboard 200 (posizione che mantenne per sette settimane consecutive). Le registrazioni dell'album iniziarono alla fine del 1982, poco dopo la fine del "Mirage Tour" dei Fleetwood Mac. L'album venne certificato disco di platino nel settembre del 1983, per aver venduto un milione di copie negli Stati Uniti,  dove complessivamente ha venduto circa 2 milioni di copie.

## Tracce
1. Wild Heart – 6:11
2. If Anyone Falls – 4:09
3. Gate and Garden – 4:06
4. Enchanted – 3:06
5. Nightbird – 5:00
6. Stand Back – 4:51
7. I Will Run To You (feat. Tom Petty) – 3:22
8. Nothing Ever Changes – 4:09
9. Sable On Blond – 4:15
10. Beauty and the Beast – 6:02

## Formazione
- Stevie Nicks - voce

Collaboratori principali
- Tom Petty - chitarra, voce
- Michael Campbell, Don Felder, Steve Lukather - chitarra
- Sandy Stewart - tastiere, synth, cori, piano
- Benmont Tench - organo, tastiere
- Stan Lynch, Mick Fleetwood - batteria